# George Palmer Putnam
Pour les articles homonymes, voir Putnam et Palmer.
George Palmer Putnam (7 février 1814 – 20 décembre 1872) était un éditeur américain né à Brunswick (Maine).

## Biographie
En 1838, George Palmer Putnam et John Wiley fondent la maison d'édition Wiley & Putnam à New York. En 1841, Putnam ouvre des bureaux à Londres. Il revient en 1848 à New York et met fin à son partenariat avec John Wiley. En association avec George William Curtis et d'autres partenaires, il fonde le Putnam's Magazine en 1852. Putman publie les grands auteurs américains parmi lesquels Washington Irving, William Cullen Bryant, James Fenimore Cooper et Edgar Allan Poe. Il milite en faveur d'une loi internationale sur le droit d'auteur. Il s'intéresse beaucoup aux arts et devient l'un des fondateurs du Metropolitan Museum of Art de New York, et occupe le poste de superintendant du musée.
George Palmer Putnam fut le père d'Herbert Putnam, bibliothécaire de la Bibliothèque du Congrès, et de Mary Corinna Putnam, médecin, et le grand-père de Brenda Putnam, sculptrice.